# جیمز گارساید
جیمز گارساید (انگلیسی: James Garside؛ زادهٔ ۲۴ ژانویهٔ ۱۸۸۵) بازیکن فوتبال اهل بریتانیا است.
از باشگاه‌هایی که در آن بازی کرده‌است می‌توان به باشگاه فوتبال لیورپول اشاره کرد.